# Чечень (архипелаг)

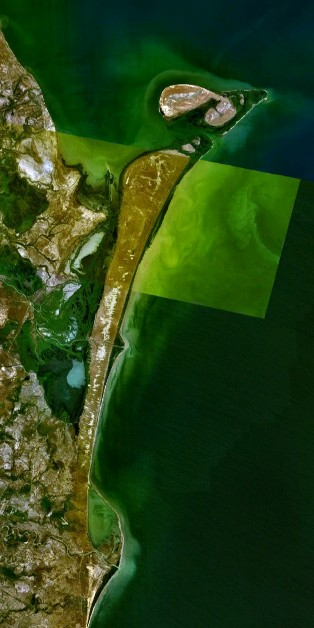
Аграханский полуостров

Архипелаг Чечень (Чеченские острова) — группа островов в Каспийском море у берегов Дагестана, севернее Аграханского полуострова. В состав архипелага входят острова Чечень, Яичный, Пичугин, Базар, Прыгунки, Пичужонок и несколько других. Острова разделены узкими проходами. Самым крупным из островов архипелага является остров Чечень. Острова образованы песчаными наносами. В годы понижения уровня Каспия острова Базар и Яичный сливаются в один.
Близ архипелага в 1966 году проходили испытания разработанного Ростиславом Алексеевым «Каспийского монстра».